# Bucay
Bucay (Bayan ng Bucay, Abra) är en kommun i Filippinerna. Kommunen ligger på ön Luzon, och tillhör provinsen Abra. Folkmängden uppgår till 16 266 invånare.

## Barangayer
Bucay är indelat i 21 barangayer.
| - Abang - Bangbangcag - Bangcagan - Banglolao - Bugbog - Calao - Dugong - Labon - Layugan - Madalipay - Pagala | - Palaquio - Pakiling - Patoc - North Poblacion - South Poblacion - Quimloong - Salnec - San Miguel - Siblong - Tabiog |